# Schloss Sychrov

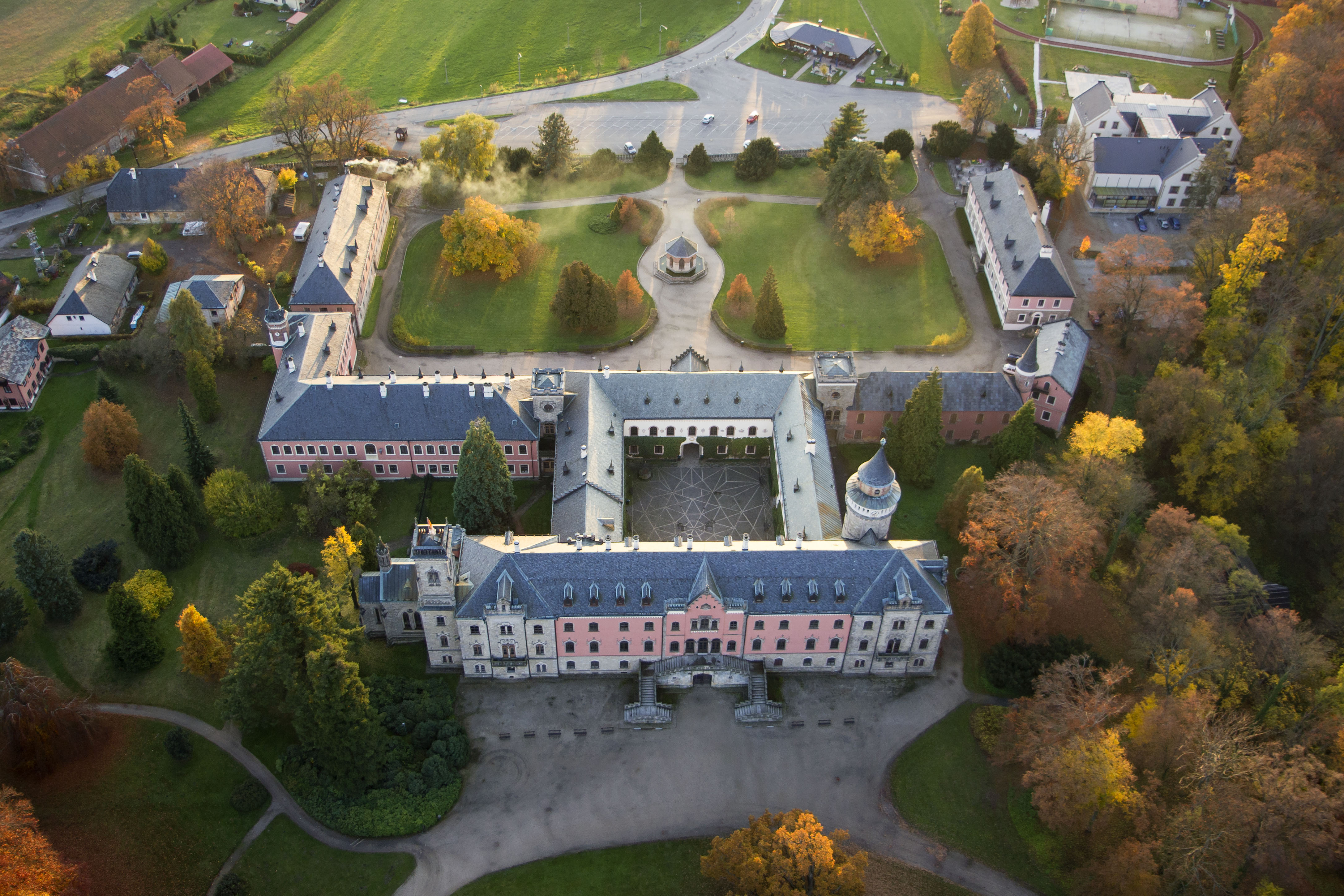
Schloss Sychrov

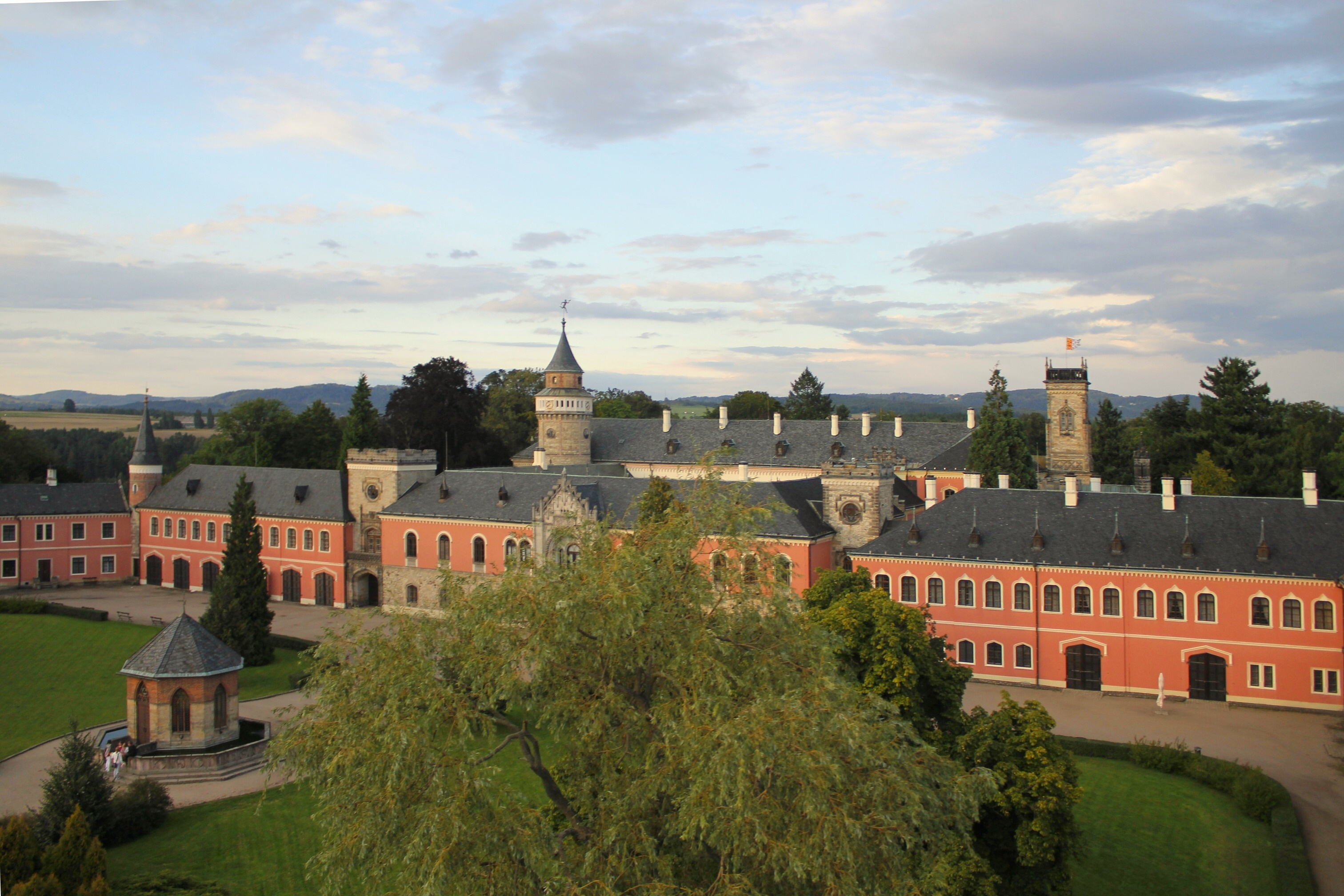
Ehrenhof

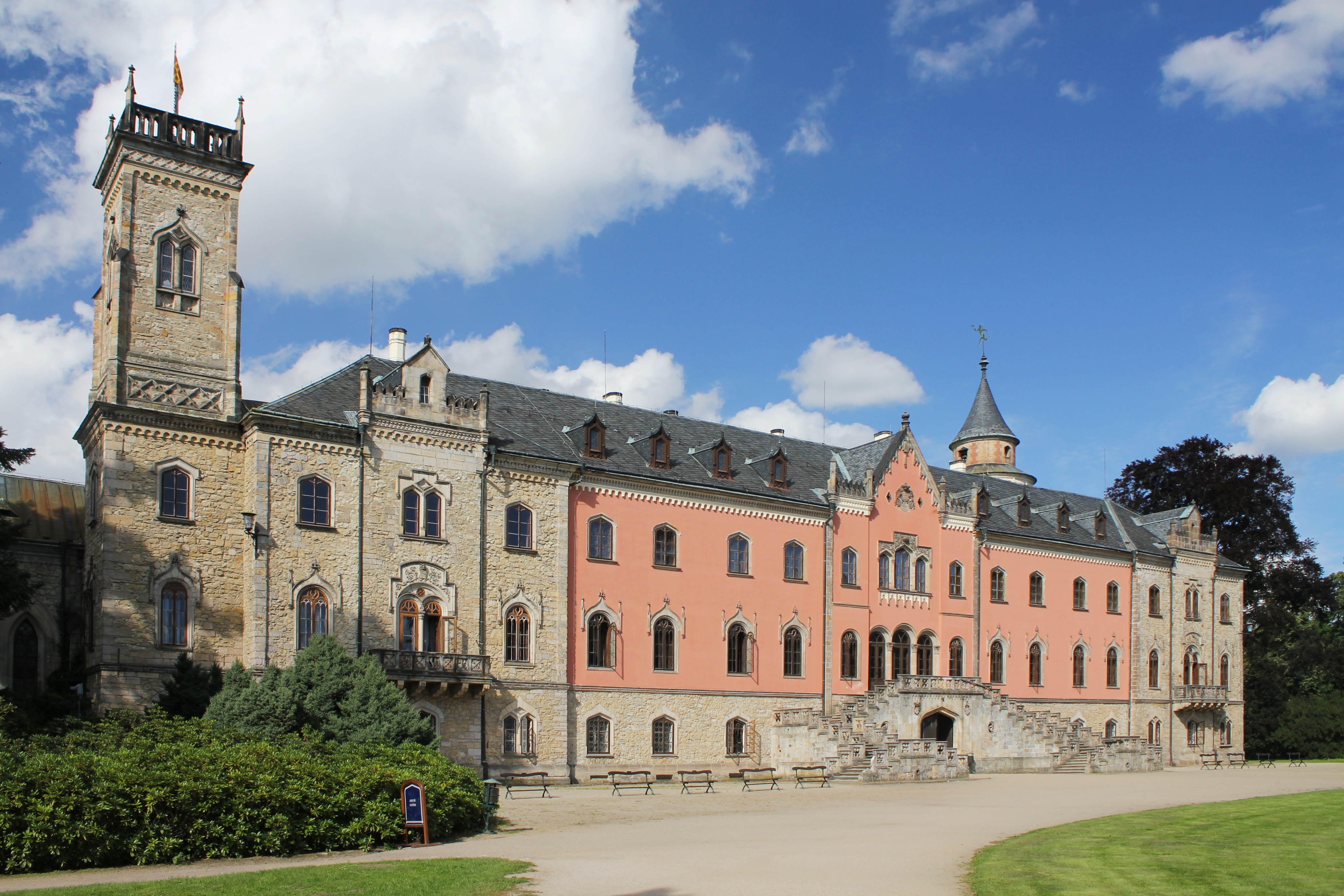
Östliche Fassade

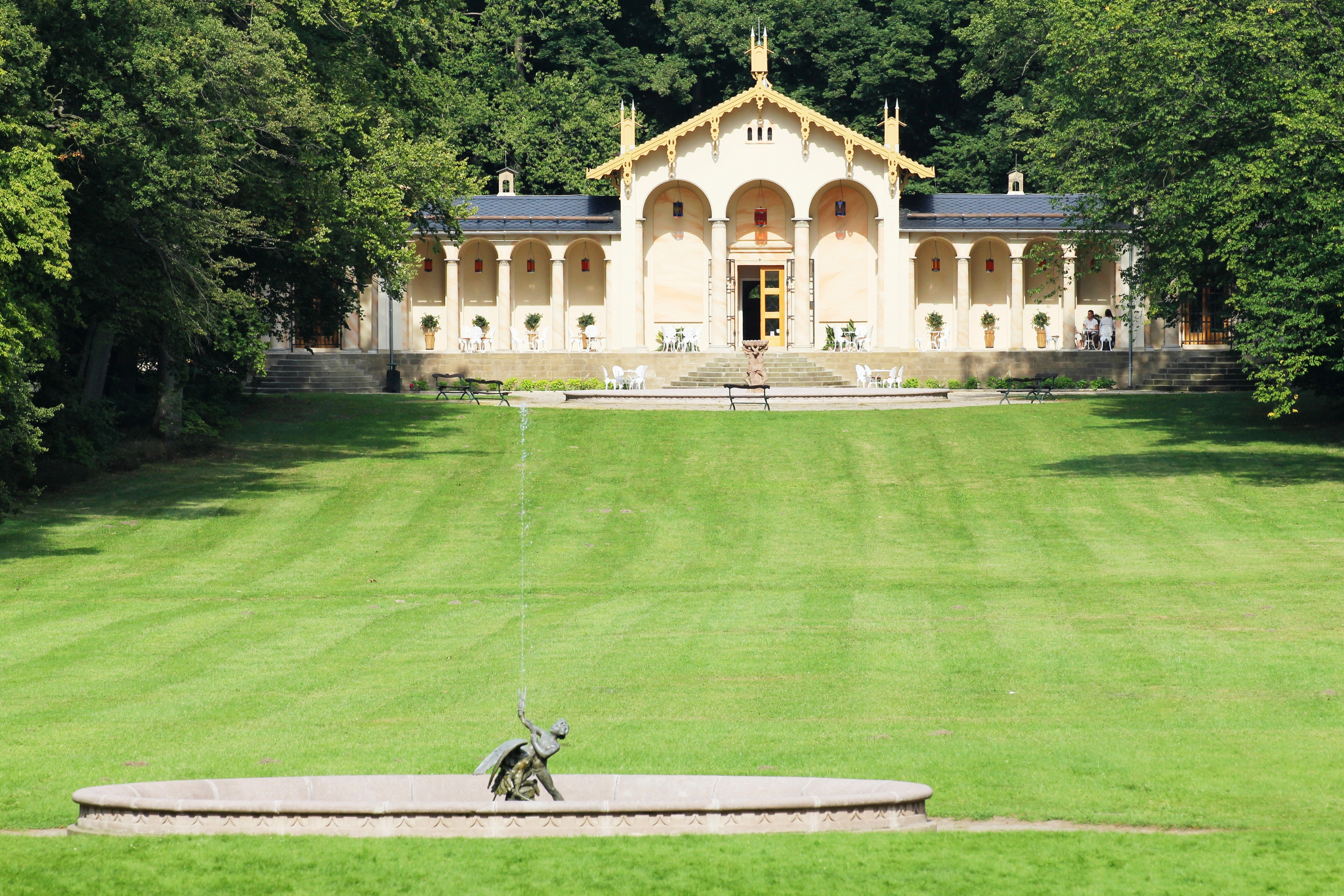
Orangerie

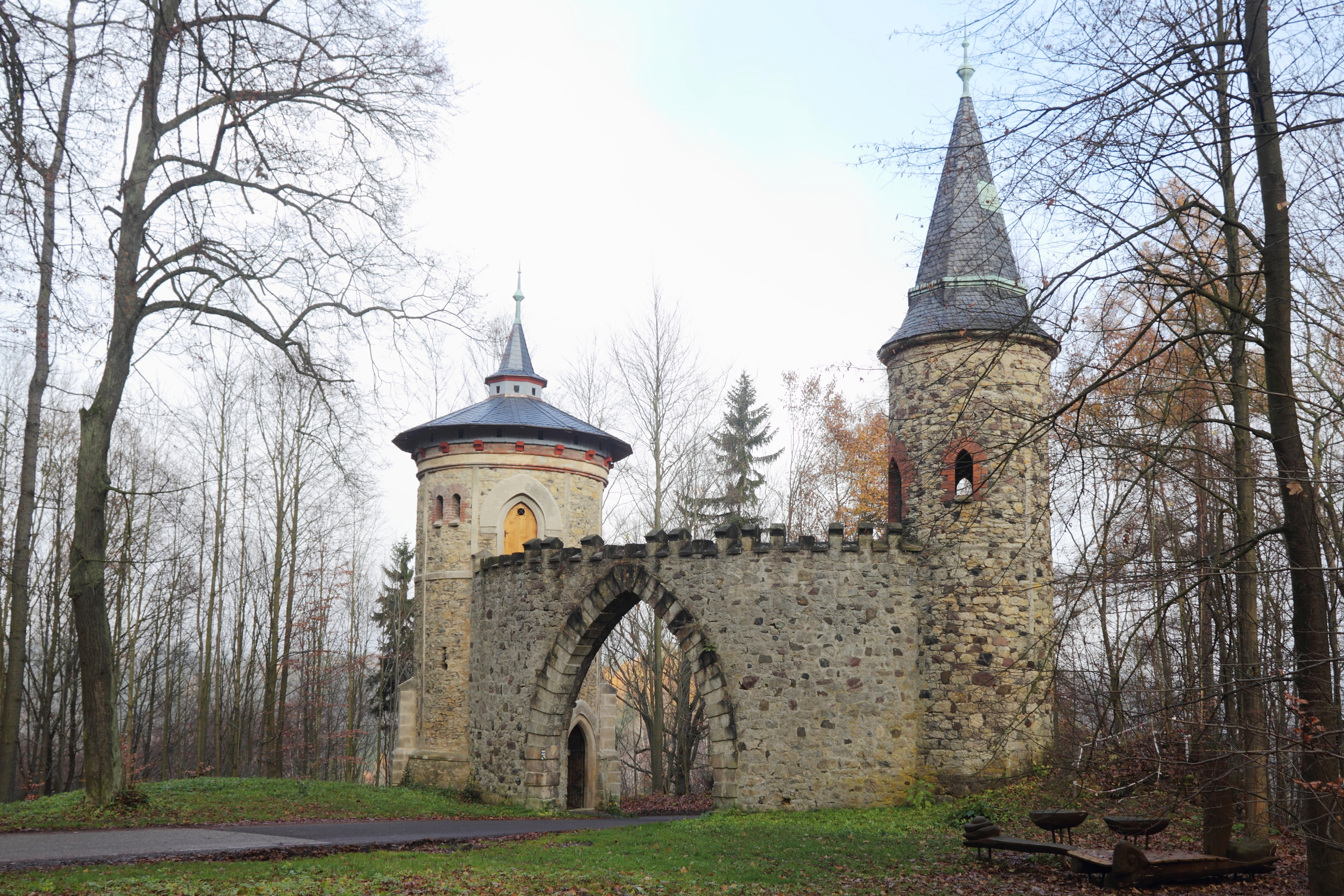
Arthur-Burg im Schlossgarten

Das Schloss Sychrov (deutsch Sichrow) befindet sich in Sychrov, acht Kilometer nordwestlich der Stadt Turnov im Okres Liberec, Tschechien. Es ist ein imposantes Zeugnis eines historistischen Schlossbaus in Nordböhmen und Nationales Kulturdenkmal Tschechiens.

## Geschichte
Am Standort des Schlosses stand ursprünglich eine mittelalterliche Festung, die im Dreißigjährigen Krieg zerstört wurde. Die Eigentümerfamilie der Ritter Lamotte von Frintropp erbaute dort 1690 ein kleines zweistöckiges Landschlösschen im Stil des Barock.
1820 erwarb es Fürst Karl Alain Rohan von einer Comtesse de la Motte und ließ das Haus in fünfzehnjähriger Bauzeit erweitern und vergrößern. Sychrov erhielt eine Beletage, zwei Türme und Biedermeiersalons, erbaut von einheimischen und französischen Architekten. 1820 kaufte das Adelsgeschlecht Rohan auch eine dazugehörige Grundherrschaft (Fideikommissherrschaft in Swinjan und Lomnitz) von den Herren von Waldstein. Fürst Charles Alain Gabriel de Rohan ließ bald danach das ehemalige Barockgebäude um einen Stock erhöhen und weitere Gebäude anbauen.
Von 1847 bis 1862 kamen bedeutende Veränderungen unter Camil Josef I. Rohan in den Jahren, als das Schloss nach einem Brand völlig neugestaltet wurde und das heutige neugotische Aussehen im Stil eines großen englischen Landsitzes erhielt. Die Entwürfe lieferten die Architekten Bernhard Grueber und sein Nachfolger Josef Provot.
1866 stand Sychrov im Mittelpunkt der europäischen Geschichte. Im Juli, in den Tagen der Schlacht bei Königgrätz, besuchten Kaiser Wilhelm I. und Fürst Otto von Bismarck das Schloss. Im November 1866 weilte Kaiser Franz Joseph I. auf Sychrov, um die Schlachtfelder vom Juli zu besichtigen.
Der letzte Schlossbesitzer aus der Fürstenfamilie war bis zum Ende des Zweiten Weltkriegs im Mai 1945 Alain Rohan. Das Schloss wurde verstaatlicht und ab 1950 der Öffentlichkeit zugänglich gemacht.

### Auf Schloss Sychrov lebten und wirkten
- Camille Fürst Rohan (* 1800 in Brüssel, verstorben 1892 auf Schloss Sychrov), Offizier der kaiserlichen Armee.
- Alain Benjamin Arthur Fürst von Rohan (* 1853 in Budapest, verstorben 1914 in Prag), Großgrundbesitzer und Politiker, 1906 Förderer der Reichenberger Industrieausstellung, 1908 Ritter des Ordens von Goldenen Vließ.
- Alain Anton Josef Fürst von Rohan (* 1893 auf Schloss Sychrov, verstorben 1976 in Wien) Dr. jur. Großgrundbesitzer, Verwalter der Familiengüter in Nordböhmen bis 1945. Ritter des Ordens von Goldenen Vließ.
- Die Kunsthistorikerin und Schriftstellerin Johanna von Herzogenberg wurde auf dem Schloss geboren.

## Gebäude
Im Schloss gibt es mehr als vierzig aufwändig ausgestattete Säle und Räume.

## Sammlungen
Die Familie Rohan trug einen sehr umfangreichen Fundus an Mobiliar und anderen Objekten im Schloss zusammen.
Bei den Bildnissen handelt es sich überwiegend um Porträts von Familienmitgliedern, französischen Adeligen und Königen. Diese Galerie zählte einst 230 Bilder. Sie war die Ahnen-Galerie der Rohans, die 1789 aus Frankreich flüchteten und durch eine glückliche Fügung die Bilder bei ihrer Flucht aus Frankreich mitnehmen konnten.
Einige sehr wertvolle Objekte wurden jedoch an andere Orte übertragen:
- Das illuminierte Stundenbuch Rohanské hodinky aus dem 15. Jahrhundert befindet sich nun in der Nationalbibliothek der Tschechischen Republik in Prag.
- Eine Sammlung von Miniaturporträts wurde in die Nationalgalerie Prag übertragen.
- Einige Meisterwerke italienischer oder niederländischer Maler sind in der Galerie in Liberec (Oblastní galerie v Liberci) zu besichtigen.
- Einige wichtige Schriften befinden sich nun im Regionalarchiv in Litoměřice (Státní oblastní archiv v Litoměřicích).

## Nutzung
In einigen Räumen von Schloss Sychrov ist ein Antonín-Dvořák-Museum eingerichtet. Der Komponist hatte zwischen 1877 und 1896 insgesamt neunmal seinen Freund Alois Göbl, Sekretär der Fürstenfamilie und Taufpate der meisten Kinder Dvořáks, besucht und dort Teile seiner Oper Dimitrij geschrieben.
Zu Ehren des Komponisten Dvořák findet alljährlich ein Musikfestival auf Schloss Sychrov statt.
Der Palast ist eine Touristenattraktion und dient oft als Drehort von Filmen, unter anderem des US-amerikanischen Spielfilms Mein Liebling, der Tyrann (1997) und des deutsch-amerikanischen Spielfilms Im Westen nichts Neues (2022).

## Trivia
In Otfried Preußlers humorvoller Weihnachts-Erzählung Die Flucht nach Ägypten. Königlich böhmischer Teil von 1978 wird erzählt, wie der k.k. Gendarmeriepostenkommandeur Leopold Hawlitschek durch einen unfreiwilligen aber angenehmen und gastfreundlichen Aufenthalt auf Schloss Sychrov daran gehindert wurde, der Heiligen Familie auftragsgemäß unverzüglich nachzustellen.